# Saint-Pierre-le-Vieux, Vendée
Saint-Pierre-le-Vieux är en kommun i departementet Vendée i regionen Pays de la Loire i västra Frankrike. Kommunen ligger i kantonen Maillezais som tillhör arrondissementet Fontenay-le-Comte. År 2022 hade Saint-Pierre-le-Vieux 924 invånare.

## Befolkningsutveckling
Antalet invånare i kommunen Saint-Pierre-le-Vieux
| Referens: INSEE |